# Acaulimalva oriastrum
Acaulimalva oriastrum là một loài thực vật có hoa trong họ Cẩm quỳ. Loài này được (Wedd.) Krapov. mô tả khoa học đầu tiên năm 1974.